# Mustafa Emirbayer
Mustafa Emirbayer est un sociologue américain et professeur de sociologie à l'Université du Wisconsin-Madison. Il est reconnu en sciences sociales pour ses contributions théoriques en analyse des réseaux sociaux, et comme étant l'un des plus grands défenseurs de l'interactionnisme structural (relational sociology). En 2009, il a remporté le prix Lewis A. Coser Award for Theoretical Agenda-Setting, destiné à récompenser les chercheurs qui œuvrent à définir l'ordre du jour dans le domaine de la sociologie, remis par l'Association américaine de sociologie (American Sociological Association, ASA).

## Biographie
Emirbayer est né à Detroit, dans le Michigan et est d'origine turque et tatare de Crimée. Il a passé une partie de son enfance à Santa Barbara, en Californie, et sa scolarité secondaire à Mexico, au Mexique. Il a ensuite rejoint l'Université de Californie à Davis et a obtenu en 1980, un Baccalauréat en psychologie (avec options en anglais et Histoire). Il a ensuite rejoint le programme de psychologie lors de ses études supérieures à l'Université du Michigan, où il a eu son premier cours par Charles Tilly. C'est à ce moment qu'il a jugé que la psychologie négligeait la culture, les institutions et l'histoire et a donc changé de voie pour aller vers la sociologie. Il est reçu Maître es Art (sociologie) en 1985, puis Docteur en sociologie en 1989, à l'Université Harvard.

## Carrière
Emirbayer a rejoint Harvard peu après l'avènement de la « révolution Harvard » en analyse des réseaux sociaux, il fait partie de « La Nouvelle École », auprès de ses collègues Charles Tilly et Harrison White. En 2015, il devient l'éditeur en chef du journal Sociological Theory (en).
Lorsqu'il était à la New School for Social Research, son coauteur Jeffrey Roger Goodwin (en) et lui ont gagné le prix Clifford Geertz de 1994 du meilleur article en sociologie des cultures pour leur article Network Analysis, Culture, and the Problem of Agency.
Inspiré par les discussions lors d'une série de mini-conférences organisées par Harrison White au centre Paul Lazarfeld (en), Emirbayer a commencé à rédiger un argumentaire systématique sur le sujet de l'interactionnisme structural en considérant que cela était nécessaire pour la sociologie. En 1997, il a publié le Manifeste pour une sociologie relationnelle dans la revue American Journal of Sociology.
Sa publication la plus citée est coécrite avec Ann Mische en 1988 : What is Agency?. Dans cet article, les auteurs appliquent un « pragmatisme relationnel » pour démontrer des « interactions dynamiques » de la routine, du but et du jugement dans l'explication de l'agentivité.
Il a été élu au poste de président de la section « Théorie sociologique » de l'Association américaine de sociologie. En 2009, il a remporté le prix Lewis A. Coser Award for Theoretical Agenda-Setting.
En 2014, Emirbayer fut un conférencier clé lors de la conférence intitulée Advancing Cultural Sociology au Center for Cultural Sociology de l'université Yale.
Il est reconnu en sciences sociales pour ses contributions théoriques en analyse des réseaux sociaux, et comme étant l'un des plus grands défenseurs de l'interactionnisme structural (relational sociology).

## Reconnaissance
- En 2009, il a remporté le prix Lewis A. Coser Award for Theoretical Agenda-Setting, destiné à récompenser les chercheurs qui œuvrent à définir l'ordre du jour dans le domaine de la sociologie, remis par l'Association américaine de sociologie (American Sociological Association, ASA)[9].